# Voyages et transports de Normandie
Pour les articles homonymes, voir CNA.
VTNI (Voyages et Transports de Normandie) est une entreprise de gestion de transports en commun en Normandie. VTNI est une entreprise née de la fusion de trois entreprises de Haute-Normandie : la compagnie normande d'autobus (CNA), la compagnie française de transport interurbain (CFTI) et TVS ; et de cinq entreprises de Basse-Normandie : les Autocars du Calvados (ADC), la société des transports de l'ouest (STAO), la société des transports de Normandie (STN), Transeure Les Courriers Beaucerons et Cars René Renault.
Rachetées par Veolia Transport en 2007, VTNI assure principalement les transports en commun par car hors agglomération et le service de bus scolaires.

## Histoire
VTNI a été créée le 1er janvier 2007 à la suite du rachat de la CNA par Veolia Transport. Les entreprises CFTI Normandie, CFTI Béneult et TVS fusionnent avec VTNI.
Depuis le 1er septembre 2009, elle assure les lignes péri-urbaines scolaires pour le compte de la communauté d'agglomération Seine-Eure.
Depuis 2019, la société est fermée, les véhicules sont maintenant chez Transdev Normandie (sauf les réformés)

## Exploitation

### Lignes interurbaines
VTNI assure des liaisons par car entre communes de Normandie.

### Lignes urbaines
Il exploite toutefois quelques lignes urbaines et suburbaines pour le compte de la Métropole Rouen Normandie et de la CASE ainsi que dans les communes de Bolbec, Flers, Saint-Lô, Granville et Coutances.

## Matériel roulant
- 47 Irisbus Crossway Interurbain
- 14 Irisbus Citelis 12
- 10 Setra 215 SL
- 3 Mercedes-Benz Sprinter
- 4 Renault PR100.2
- 1 Heuliez GX 107
- 1 Heuliez GX 117L